# Kharang
Kharang (nepalski: खराङ) – gaun wikas samiti we wschodniej części Nepalu w strefie Kośi w dystrykcie Sankhuwasabha. Według nepalskiego spisu powszechnego z 2001 roku liczył on 1085 gospodarstw domowych i 5849 mieszkańców (3122 kobiet i 2727 mężczyzn).